# Hiéroglyphe égyptien R12
Le pavois en hiéroglyphes égyptiens, est classifié dans la section R « Mobilier cultuel et emblèmes sacrés » de la liste de Gardiner ; il y est noté R12.

## Représentation
Il représente un pavois, un étendard servant de support pour des symboles religieux. Il est translittéré jȝt.

## Utilisation
| i | A | t · R12 |

| i | A | t · R12 |

| R19 · R12 | t · t | W22 |

| R19 · R12 | t · t | W22 |

Il se combine avec des hiéroglyphes représentant des symboles de dieux pour de nombreux idéogrammes de divinités.

## Exemples de mots
| F22 · R12 |

| F22 · R12 |

| W9 · E11 · R12 |

| W9 · E11 · R12 |

| R22 · R12 | A40 |

| R22 · R12 | A40 |